# Tourisme en Normandie

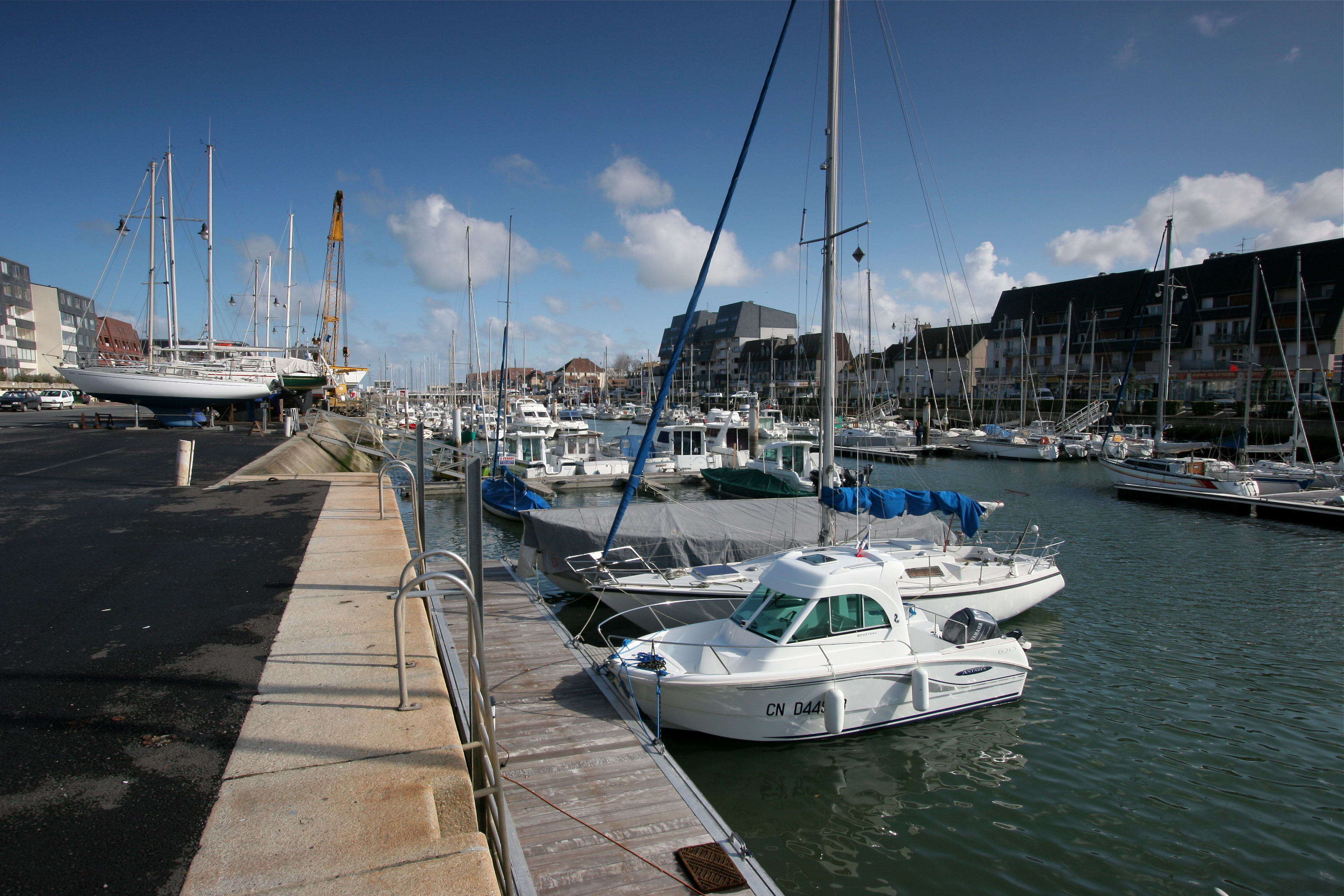
Port de plaisance de Courseulles-sur-Mer.

Le tourisme en Normandie représente un secteur important de l'économie de la région Normandie. L'industrie du tourisme dispose de nombreux atouts, qui en font la troisième région touristique en France métropolitaine en nombre de nuitées dans les hôtels sur l'année 2018. 
La région accueille plusieurs grandes formes de tourisme le tourisme balnéaire, le tourisme culturel, le tourisme de mémoire et le tourisme vert. Elle dispose de plusieurs sites inscrits sur la liste du patrimoine mondial de l'humanité par l'UNESCO : Le Mont-Saint-Michel et sa Baie, le centre-ville reconstruit par Auguste Perret au Havre et les tours observatoires Vauban de Tatihou et de la Hougue à Saint-Vaast-la-Hougue. S'y ajoute la Tapisserie de Bayeux labellisée Mémoire du monde. 

## Lieux de tourisme

### Le tourisme vert
La Normandie est composée de nombreux espaces naturels profitables aux touristes.  

#### En façade littorale
Le littoral en Normandie peut offrir des paysages sauvages et préservés en Seine-Maritime avec les falaises de la Côte d'Albâtre dont les plus renommées sont celles d'Étretat et les plus hautes, celles  du Trėport. Des falaises sont aussi présentes à Villers-sur-Mer dans le Calvados, celles des Vaches noires. Dans la Manche, on retrouve aussi les falaises du Cap de la Hague. Le littoral normand présente de même des paysages caractérisés par des landes, principalement à l'ouest de la région en Baie du Mont-Saint-Michel et dans les Îles anglo-normandes. Le littoral comporte par ailleurs, d'est en ouest, quatre réserves naturelles d'importance nationale : l'estuaire de la Seine, la falaise du Cap-Romain, le domaine de Beauguillot et la mare de Vauville . La Normandie se compose aussi de nombreuses plages de sable prisées notamment à Deauville, Granville. Il existe aussi des plages de galets par exemple au Havre.         

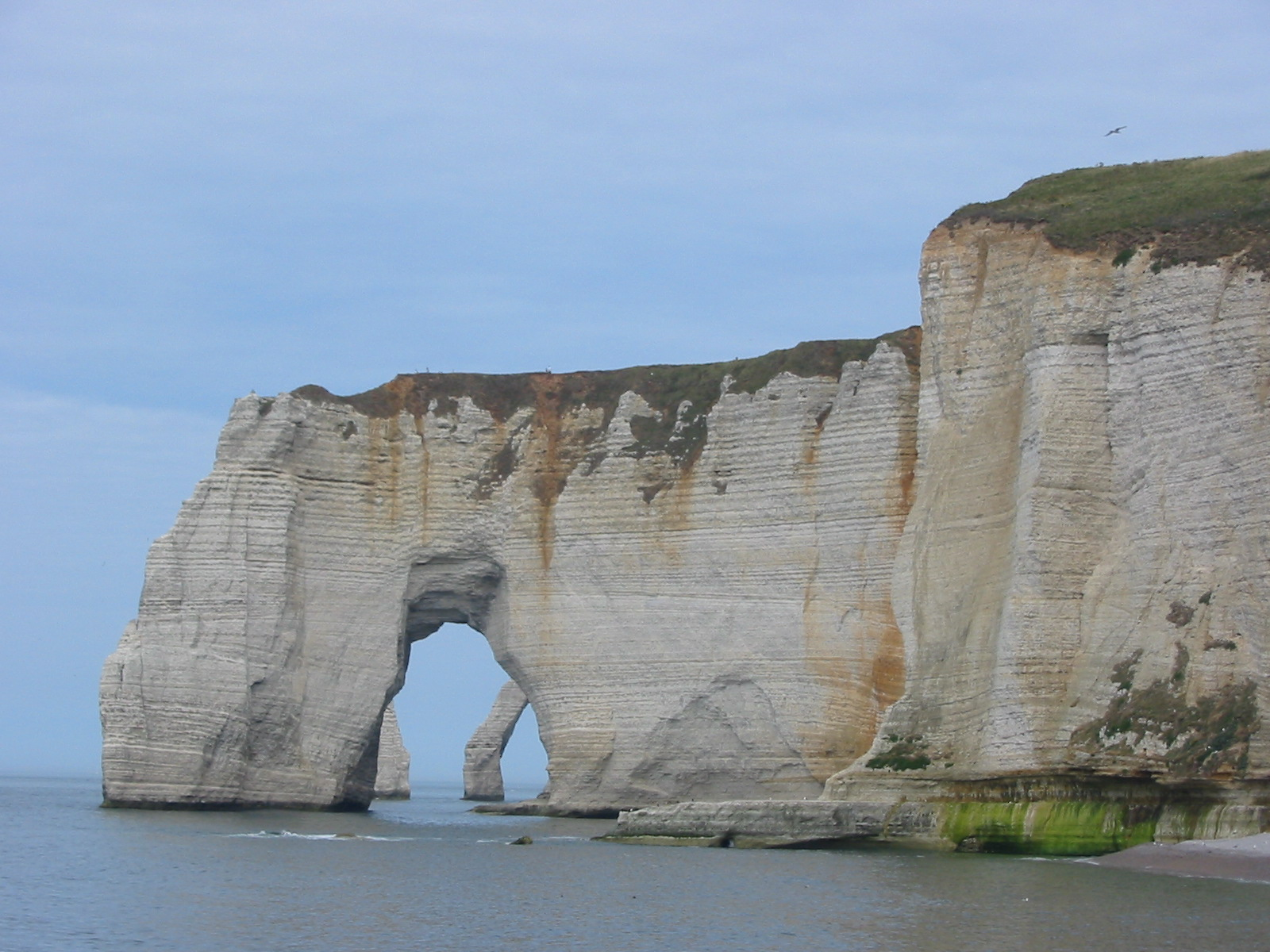
Falaise à Étretat

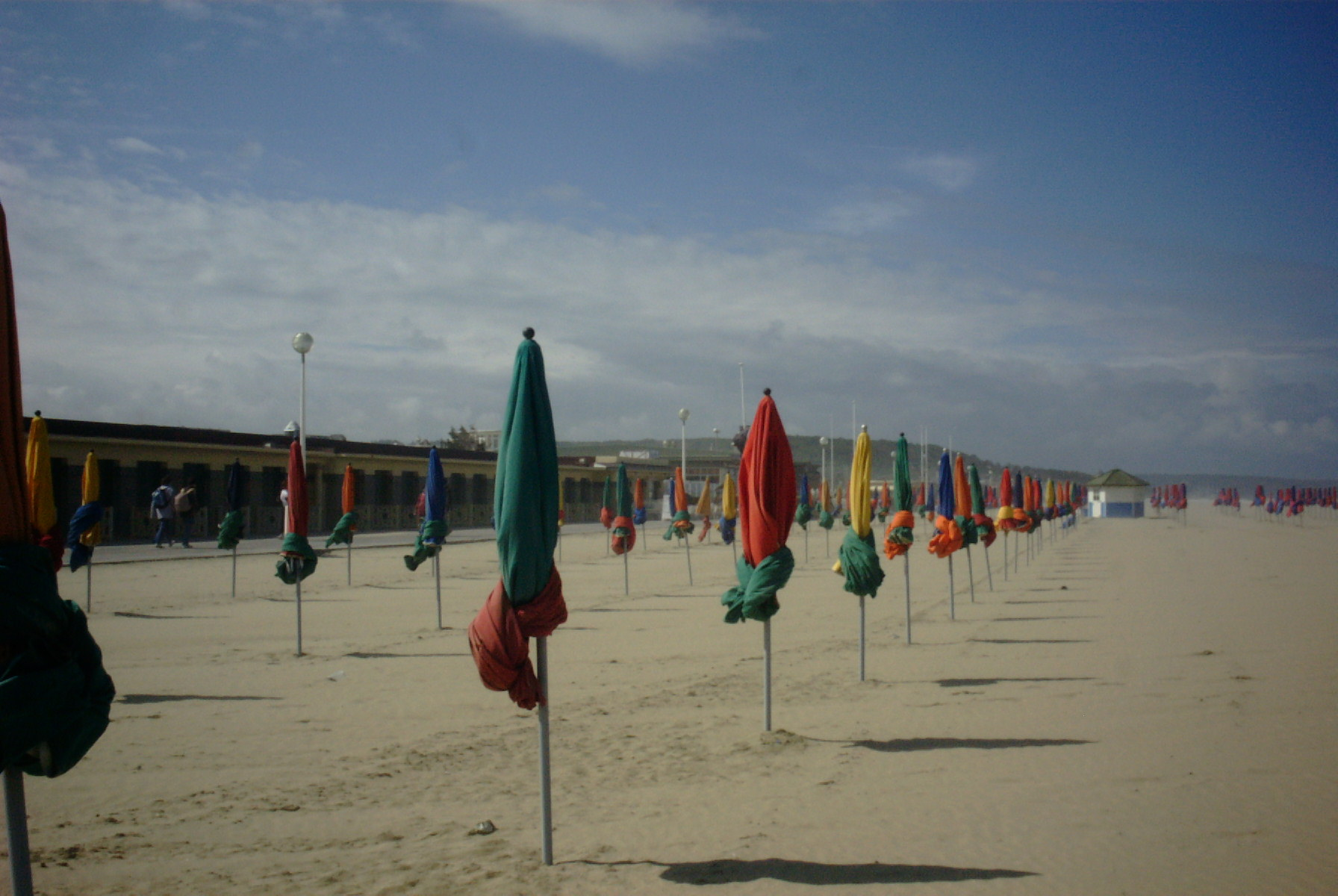
Plage de Deauville

Nez de Jobourg dans la Hague

#### Les parcs naturels régionaux

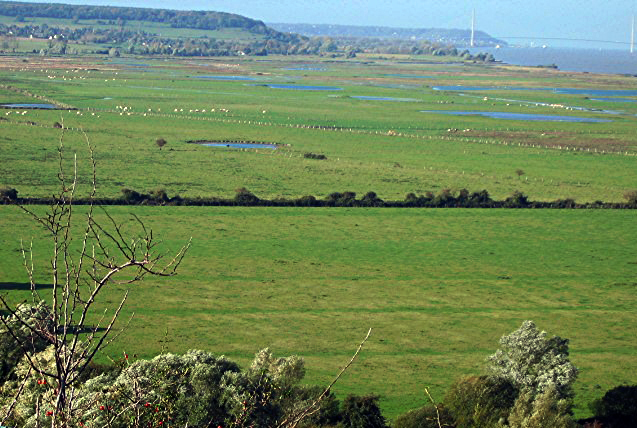
Photo du Marais Vernier dans le Parc naturel régional des Boucles de la Seine normande

Lieux de pratique d'excursion et de sports de la nature, les Parcs naturels régionaux se sont engagés dans l'Écotourisme qui permet de conjuguer développement économique et préservation de la nature . Le territoire de la Normandie se compose de quatre des cinquante-trois Parcs naturels régionales de France :          
- le Parc naturel régional des Boucles de la Seine normande classé en 1974, s'étend de Rouen au Havre.
- le Parc naturel régional Normandie-Maine, classé en 1975, va pour sa partie normande des derniers contreforts du Massif armoricain au bocage domfrontais.
- le Parc naturel régional du Perche, classé en 1998, correspond à l'ancienne province du Perche, territoire aujourd'hui interrégional et interdépartemental.
- le Parc naturel régional des Marais du Cotentin et du Bessin, classé en 2010, situé à la charnière des départements de la Manche et du Calvados, est constitué de marais et de polders imbriqués dans un paysage de bocages traditionnels [4].

Tous ces parcs naturels régionaux sont dotés d'une charte qui comprend un volet touristique visant à une offre d'excellence .          

#### Les jardins
Grâce à son climat océanique tempéré, la Normandie est une terre de jardins et le Guide des parcs & jardins de Normandie mis à jour le 19 mars 2019 par Normandie Tourisme répertorie pas moins de 125 lieux de visite sur son territoire. 
Une grande partie de ces parcs et jardins participe chaque année au mois de juin à l'évènement désormais européen des Rendez-vous aux jardins.  
Au 8 janvier 2019, la région compte 40 jardins labellisés Jardin remarquable. Certains, qui présentent un intérêt historique reconnu, sont protégés au titre des monuments historiques. Ainsi en est-il du parc du château de Canon avec, notamment, son enfilade de dix chartreuses, jardins clos à l'abri de murs ou du parc du château de Brécy, qui s'étale sur quatre terrasses dans le Calvados ; du parc du château de Saint-Just ou des jardins du château du Champ de Bataille dans l'Eure ; du parc du château de Tourlaville dans la Manche ; du parc du château du Champ-de-la-Pierre, du parc et du potager du château de Lorière ou du jardin du château de Sassy dans l'Orne ou encore des jardins de l'abbaye Saint-Georges de Boscherville et du bois des Moutiers à Varengeville-sur-Mer en Seine-Maritime. Cette commune s'enorgueillit de présenter par ailleurs sur son territoire un second jardin labellisé : le Jardin Shamrock, collection nationale d'hydrangéas.
D'autres jardins sont classés ou inscrits au titre des sites, tels le Jardin des Plantes de Caen dans le Calvados ou les jardins du château de Miserey dans l'Eure. L'un d'entre eux a reçu le label EcoJardin en 2012 : il s'agit du parc Emmanuel Liais à Cherbourg-en-Cotentin dans la Manche, qui regroupe des plantes et des arbres exotiques ramenés d'Amérique du Sud par cet astronome botaniste du XIXe siècle.
Certains de ces jardins ont une renommée internationale comme le Jardin de Claude Monet à Giverny dans l'Eure ou le Jardin Jacques Prévert à Saint-Germain-des-Vaux dans la Manche ou encore les Jardins suspendus du Havre en Seine-Maritime. Cinq de ces jardins labellisés sont des jardins publics : ils témoignent de la préoccupation hygiéniste et sociale qui se trouve à l'origine de leur création à l'époque de la révolution industrielle et des premières concentrations urbaines au XIXe siècle. D'autres sont des jardins à thème comme les Jardins du Pays d'Auge à Cambremer dans le Calvados, qui mettent en scène l'architecture à pan de bois caractéristique de ce territoire avec leurs 22 espaces verdoyants.
La Normandie comporte deux parcs thermaux à Forges-les-Eaux en Seine-Maritime et à Bagnoles-de-l'Orne-Normandie dans l'Orne. Longtemps réputée pour ses sources d'eau férugineuses, Forges n'est plus classée station thermale selon la nomenclature nationale en vigueur. Mais elle a gardé un riche patrimoine qui témoigne de sa longue histoire et reste un lieu de promenade privilégié. En revanche, la station ornaise de Bagnoles-de-l'Orne-Normandie est toujours en activité et les propriétés thérapeutiques de ses eaux restent reconnues. Avec son lac, son architecture caractéristique de la Belle Époque et ses 7 000 hectares de forêt, Bagnoles-de-l'Orne-Normandie se révèle une destination de tourisme vert réputée dans le Nord-ouest de la France. 

La Normandie présente plusieurs jardins botaniques dont le plus exceptionnel est peut-être le Jardin botanique de Vauville dans la Manche, qui abrite plus de 900 espèces de l'hémisphère austral ou le jardin jungle karlostachys en Seine-Maritime, qui regroupe des milliers d' espèces des expéditions botanique de Charles Boulanger .  

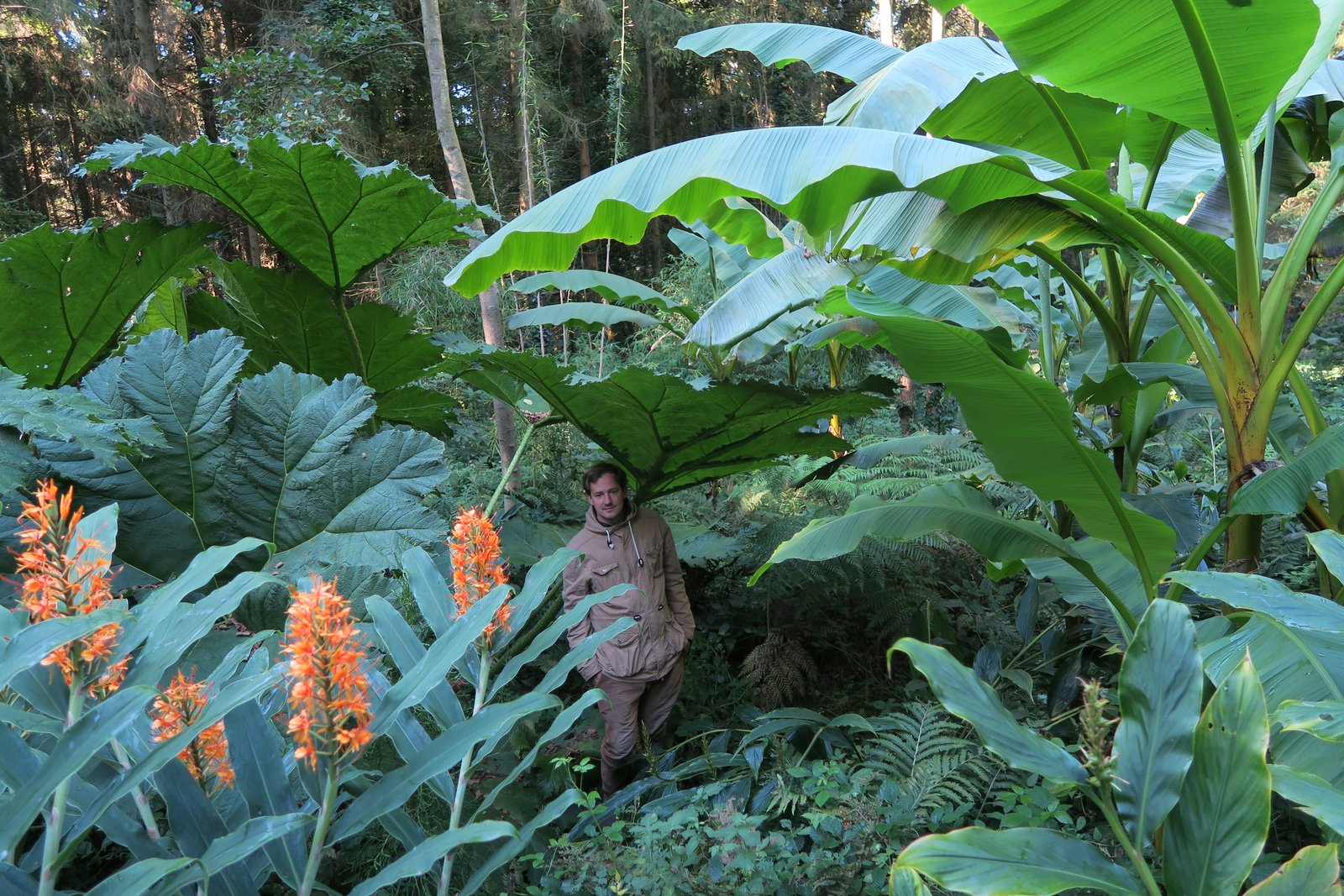
le Jardin jungle a Eu
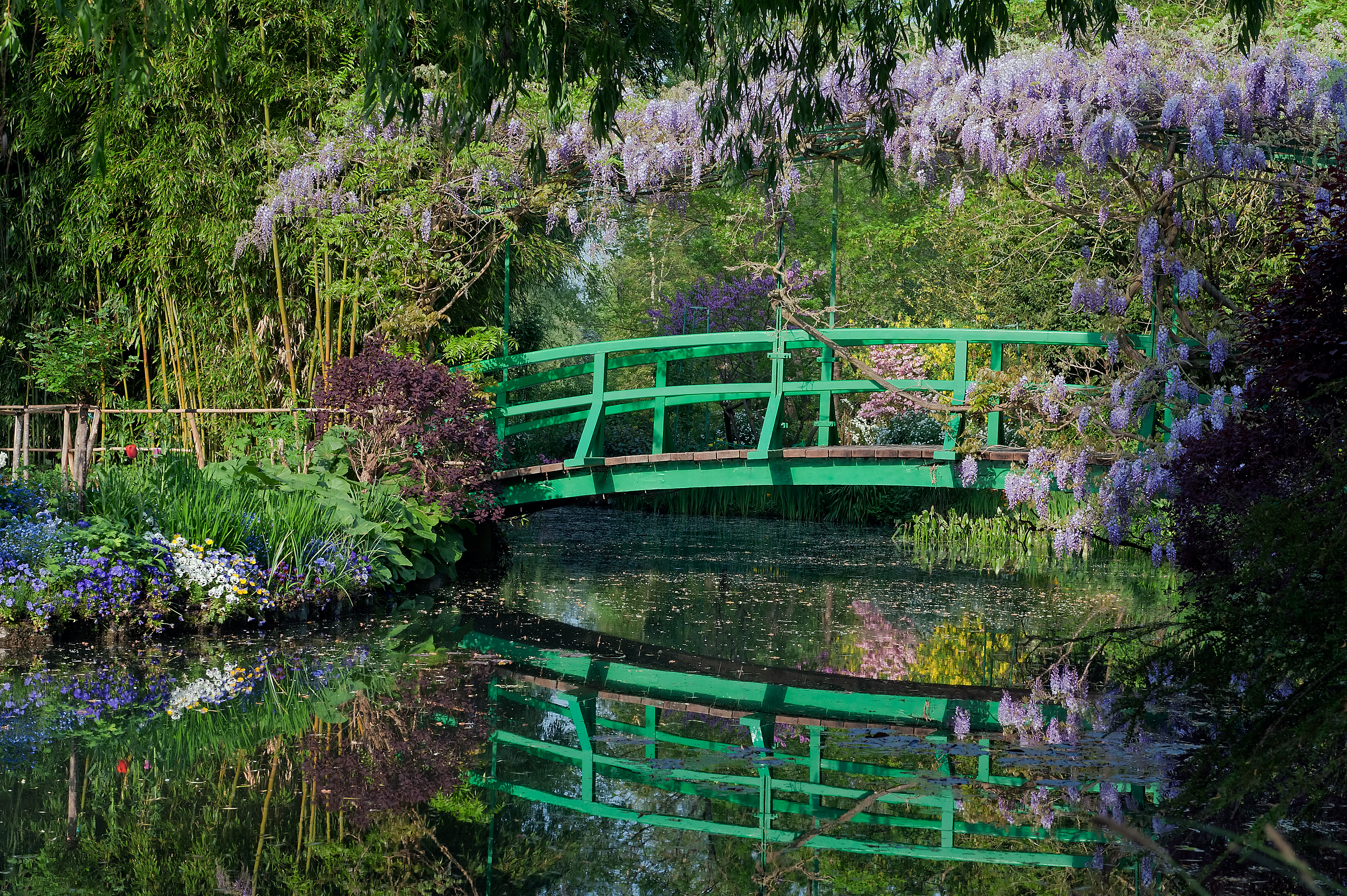
Maison et jardins de Claude-Monet a Giverny
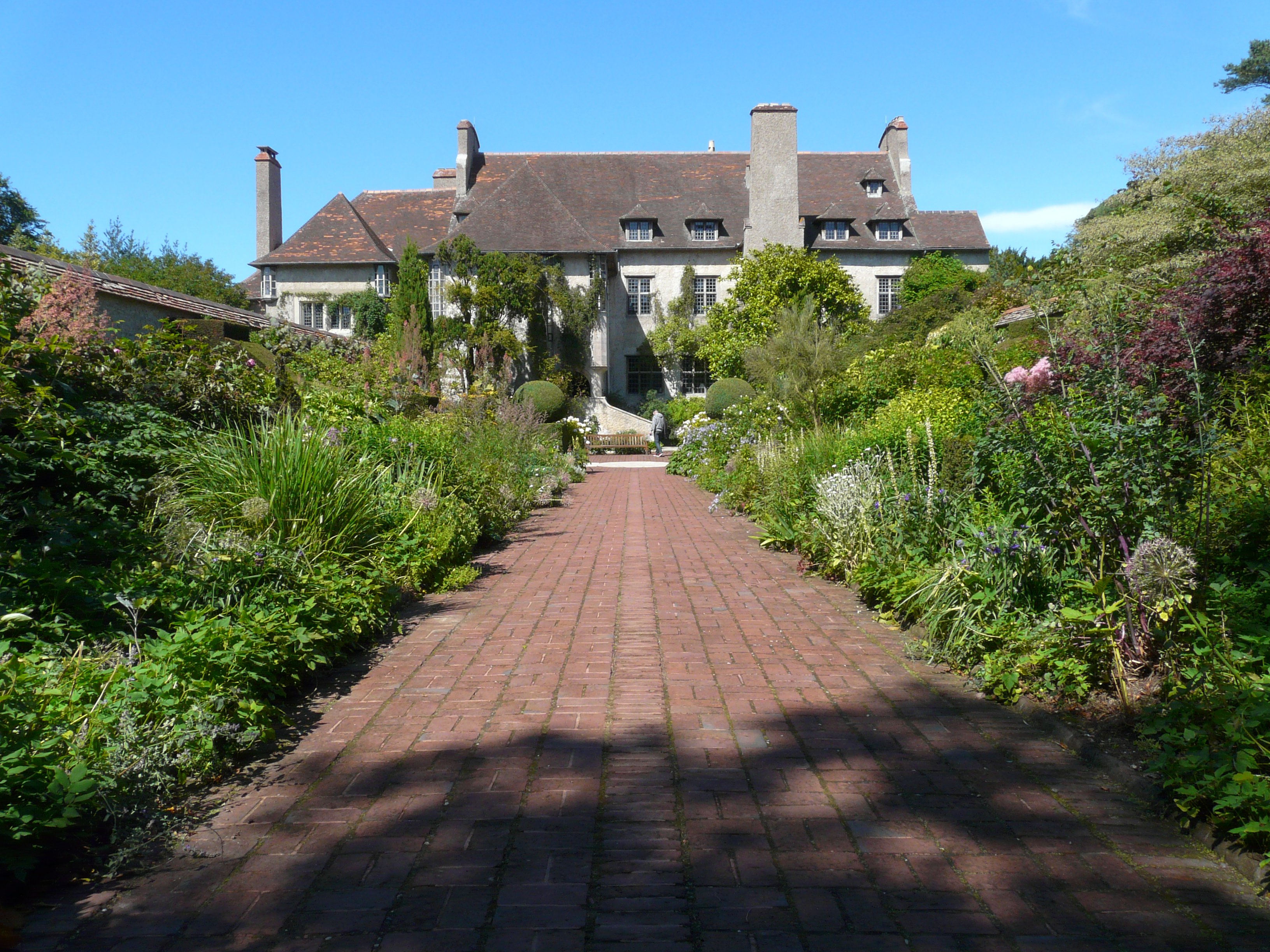
Le Bois des Moutiers a Varengeville-sur-Mer

### Le tourisme balnéaire et de plaisance

#### En Seine-Maritime
La Seine-Maritime a plusieurs stations balnéaires sur son littoral par exemple : Étretat, Fécamp, Dieppe, Le Tréport. Ainsi que des ports de plaisance comme Le Havre et Saint-Valery-en-Caux.

#### Dans le Calvados
Le Calvados a de nombreuses stations balnéaires notamment sur la côte Fleurie :
- Honfleur qui est connu pour son vieux bassin de plaisance pittoresque.

- Villers-sur-Mer
- Deauville qui est connu pour sa plage et ses planches (promenade longeant la plage) qui attire plus d'1,5 million de touristes par an[16]. Deauville comporte aussi un port de plaisance, des hôtels de luxe du groupe Groupe Barrière et un casino.
- Trouville-sur-Mer, ses villas, son centre historique.
- Cabourg
- Houlgate

#### Manche
- Port-Bail-sur-mer
- Agon-Coutainville
- Granville et son port plaisance.
- Cherbourg-Octeville qui en plus de son port militaire comporte aussi un port plaisancier.

## Types d'activités
- Randonnée pédestre
  - Les voies vertes : la Normandie présente un réseau de 1 600 km de véloroutes dont 700 km de voies vertes [17].
  - Les sentiers de grande randonnée :
- Golf : La Normandie a une trentaine de golfs repartis sur l'ensemble de la région[18].
- Équitation : Les sports équestres ont une importante place en Normandie. De grands haras internationaux y sont implantés comme le Haras du Pin, qui est le plus vieux des vingt haras nationaux français et le Haras national ou pôle hippique de Saint-Lô.
- Sports nautiques

## Sites Culturels
- Les villes et pays d'Art et d'Histoire: Dieppe, Fécamp, Elbeuf, Le Havre, Rouen, Bernay, Honfleur, Pays d'Auge, Clos du Cotentin, Coutances;
- Le Mont-Saint-Michel : son architecture et sa baie en font le site touristique le plus fréquenté de Normandie et le deuxième de France avec plus de 3 000 000 visiteurs chaque année[19] (3 250 000 en 2006[20]) ;
- Rouen, qui se situe dans les quatre premières villes pour le nombre de monuments historiques classés en France et comme toute première ville parmi ces quatre là pour l'ancienneté de son patrimoine, Gros-Horloge, Palais de Justice-Parlement de Normandie, aître Saint-Maclou, place du Vieux-Marché, jardin des PLantes, rues anciennes et maisons à colombages;
- la corniche, la côte Sainte-Catherine et la côte des Deux-Amants, au sud-est de Rouen;
- Le Havre dont l'Unesco a inscrit le centre-ville au patrimoine mondial de l'humanité, son port, son hôtel de ville, son appartement-témoin Perret, son espace culturel, ses panoramas ;
- la maison et les jardins de Claude Monet à Giverny ;

- la Tapisserie de Bayeux : confectionnée entre 1066 et 1082, elle détaille les événements clés de la conquête normande de l'Angleterre ;
- Fécamp avec le Palais Bénédictine ;
- Le Tréport, son ancien quartier des Cordiers, son musée, son funiculaire, sa plage et ses falaises;
- La Cité de la Mer à Cherbourg-Octeville, L'Estran-Cité de la Mer à Dieppe;

## Tourisme de mémoire
- les sites de la bataille de Normandie où le tourisme de mémoire génère des retombées économiques estimées à 200 millions d'euros par an[21] : les plages du Débarquement, les cimetières de la bataille de Normandie, et les musées du Débarquement créés à l'initiative d'acteurs privés, associatifs ou publics (avec le rôle pionnier du Comité du Débarquement fondé le 22 mai 1945 à l'instigation de Raymond Triboulet)[22] ;
- le Mémorial de Caen, Cité de l'Histoire pour la Paix;

## Autres sites caractéristiques

### Les sites religieux

#### Les Basiliques
La Normandie compte notamment parmi ses Basiliques la Basilique Sainte-Thérèse qui avec le Carmel de Lisieux comptabilisent plus de 700 000 visiteurs sur l'année 2015. Il y a aussi la Basilique Saint-Gervais d'Avranches, Basilique Notre-Dame d'Alençon, et la Basilique Notre-Dame de Montligeon.

#### Les Cathédrale
Cathédrale Notre-Dame de Rouen, Cathédrale Notre-Dame du Havre, Cathédrale Notre-Dame de Bayeux, Cathédrale Notre-Dame de Coutances, Cathédrale Saint-Pierre de Lisieux, Cathédrale Notre-Dame de Sées, Cathédrale Notre-Dame-d'Evreux.

#### Les Chapelles
Chapelle Notre-Dame-de-Salut et panorama sur le cap Fagnet à Fécamp, chapelle Notre-Dame-de-Bonsecours à Dieppe, chapelle de Saint-Céneri-le-Gérei, chapelle Notre-Dame-de-Grâce près d'Honfleur, Petite Chapelle, près de Mortain.

### Station vertes
Bagnoles-de-l'Orne avec son casino et le lac, l'établissement thermal et les vieilles maisons de caractère. Ou encore d'autres villes tels que Mortain-Bocage, Pontorson, Saint-Hilaire-du-Harcouët, Saint-Sauveur-le-Vicomte, Clécy, Colleville-Montgomery et Pont-d'Ouilly.

### Les châteaux et manoirs
- château du Champ de Bataille, château- musée de Normandie et musée des beaux-arts de Caen, Château-Gaillard, château de Gaillon, château de Bonnemare à Radepont, château de Beaumesnil, château-musée et jardins de Vendeuvre, château de Fontaine-Henry, château Guillaume-le-Conquérant de Falaise, château de Carrouges, château-fort de Gisors, château de Bizy, château de Martainville-musée départemental des Traditions et des Arts normands, château de Fleury-la-Forêt, château de Vascœuil, Domaine d'Harcourt, château de Cany-Barville, Château de Varengeville-sur-Mer, Manoir d'Ango de Varengeville-sur-Mer, château d'Ételan, château du Taillis à Duclair, château de Filières, manoir de Villers à Saint-Pierre-de-Manneville, château-musée de Saint-Germain-de-Livet, château de Vaulaville à Tour-en-Bessin, château de Colombières, château de Crévecœur-en-Auge, château de Creully, château de Balleroy, château de Pirou, château de Crosville-sur-Douve, château des Ravalet de Tourlaville, château de Nacqueville à Urville-Nacqueville, manoir d'Argouges, manoir des évêques de Lisieux à Canapville, château de Gratot, château de Bricquebec, château de Cerisy-la-Salle, manoir du Tourp à Omonville-la-Rogue, manoir de Saussey, château de Flamanville, château de Parigny, manoir de la Saucerie, château de Pontécoulant, château de Domfront, la boucle des châteaux de l'Orne: château d'O à Mortrée, château et jardin de Sassy à Saint-Christophe-le-Jajolet, château de Médavy, château du Bourg-Saint-Léonard, manoir de Courboyer

### Musées
- les nombreux musées et autres lieux à visiter: MUMA, muséum d'histoire naturelle et Maison de l'Armateur du Havre, Muséoseine, musée de la Seine normande à Caudebec-en-Caux, musée des Beaux-Arts et de la Dentelle d'Alençon, musée d'Art, d'Histoire et d'Archéologie d'Evreux, musée des Beaux-Arts de Saint-Lô, Château-musée de Dieppe, Château-musée d'Eu, musée de la Batellerie à Poses, musée municipal de Vernon, musée du Verre à Conches-en-Ouche, musée de l'Ecorché d'anatomie du Neubourg, écomusée de la Meunerie à Saint-Ouen-de-Pontcheuil, abbaye Notre-Dame-musée des Beaux-Arts de Bernay, manufacture-musée du Peigne à Ezy-sur-Eure, musée des Instruments à Vent à Couture-Boussey, musée de Pont-Audemer, maison du Lin à Routot, maison du Meunier à Hauville, musée des Beaux-Arts de la Métropole, musée Le Secq-des-Tournelles, musée départemental des Antiquités, musée national de l'Education, muséum d'histoire naturelle, Historial Jeanne d'Arc et le musée de la Céramique de Rouen, théâtre gallo-romain et musée municipal à Lillebonne, musée de l'église à Mesnil-sous-Lillebonne, musée industriel de la Corderie Vallois à Notre-Dame-de-Bondeville, Fabrique des savoirs d'Elbeuf, musée Victor-Hugo de Villequier, Clos Lupin à Etretat, musée des Pêcheries de Fécamp, musée des Ivoires à Yvetot, maison Henri-IV et espace Guillaume-Ladiré à Saint-Valéry-en-Caux, La Ferme Au Fil des Saisons à Amfreville-les-Champs, musée d'Offranville, musée de l'Horlogerie à Saint-Nicolas-d'Aliermont, musée du Prieuré de Graville, musée des Traditions verrières d'Eu, musée de la Verrerie et Centre culturel du manoir de Fontaine à Blangy-sur-Bresle, musée de la Résistance et de la Déportation à Forges-les-Eaux, musée municipal de Neufchâtel-en-Bray, La Ferme de Bray à Sommery, musée du Prieuré d'Harfleur, le Paléospace L'Odyssée de Villers-sur-Mer, le musée de Trouville-sur-Mer, Naturospace, musée Eugène-Boudin et maisons Satie d'Honfleur, musées de la Mine et de la Meunerie au Molay-Littry, jardins et écomusée du Pays d'Auge à Cambremer, MAHB de Bayeux, musée de Vieux-la-Romaine, musée et site de production Guy Degrenne de Vire, espace-musée Charles-Léandre de Condé-sur-Noireau, Automates-Avenue à Falaise, Souterroscope des ardoisières de Caumont-l'Éventé, musée du Bocage normand à Saint-Lô, Maison du parc des Marais du Cotentin et du Bessin à Saint-Côme-du-Mont, musée Tancrède-de-Hauteville à Hauteville-la-Guichard, MACO de Sainte-Mère-l'Eglise, ferme-musée du Cotentin à Sainte-Mère-l'Eglise, musée « À la recherche du temps perdu » à Bricquebec, hôtel de Beaumont et musée régional du Cidre et du Calvados à Valognes, fort de la Hougue à Saint-Vast-la-Hougue, phare de Gatteville, théâtre, musée d'Art, musée de la Pêche, muséum de Cherbourg, Ludiver, observatoire-planétarium du cap de la Hague, maison natale de Jean-François Millet à Gréville-Hague, maison de Jacques-Prévert à Omonville-la-Petite, baptistère gallo-romain de Port-Bail, moulin à vent du Cotentin à Flerville-les-Mines, musée maritime de Régnéville et fours à chaux du Rey, musée Barbey-d'Aurevilly à Saint-Sauveur-le-Vicomte, fonderie des cloches Cornille-Havard , musée de la Poeslerie et Maison de la dentellière, Atelier du cuivre et musée du Meuble normand à Villedieu-les-Poêles, musée d'Art moderne et Roc des Harmonies-aquarium et musées, musée et jardin Christian-Dior à Granville, écomusée du Cidre et de la Ferme à Saint-Jean-des-Champs, écomusée de la Baie du Mont-Saint-Michel à Vains, Scriptorial et musée d'Art et d'Histoire d'Avranches, La Verrière à Saint-Hilaire-du-Harcouët, musée régional de la Poterie à Ger, maison natale de Sainte-Thérèse à Alençon, auberge des sœurs Moisy à Saint-Céneri-le-Gérei, espace découverte de la Maison du parc naturel régional Normandie-Maine à Carrouges, musée départemental d'Art religieux de Sées, musée-château de Couterne, tour de Bonvouloir, ferme du Cheval de trait à La Michaudière, musée-château de Flers, Maison de la rivière et du paysage à Ségrie-Fontaine, mémorial de Montormel, Maison du Camembert à Camembert, musée du Camembert à Vimoutiers , les musées d'Aube, musée Alain à Mortagne-au-Perche, les muséales à Tourouvre, L'Inzolite à Lignerolles, écomusée du Perche à Sainte-Gauburge, prison royale et musée à Tinchebray, musée du chocolat à Nonant

### Découverte du patrimoine traditionnel et autres parcs
vélorail pour la Vire à Condé-sur-Vire, zoo de Jurques, Cerza, près de Lisieux, parc de loisirs Festyland à Bretteville-sur-Odon, parc animalier Grimbosq, parc zoologique de Chamrepus, parc animalier de Clères, par animalier Saint-Martin, parc animalier d'Ecouves au Bouillon, Biotropica à Val-de-Reuil, Panorama XXL à Rouen, chemin de fer miniature de Clécy, Alligator Bay à Beauvoir, Normandie Caramels à Isigny-sur-Mer, fromagerie Reo à Lessay, Manufacture Bohin à Saint-Sulpice-sur-Risle, Village Fromager-Fromagerie E.Graindorge, viaduc de la Souleuvre, L'Hermitière-cidrerie traditionnelle du Perche au Theil, distillerie Boulard à Coquainvilliers, distillerie Busnel à Cormeilles, chais Père Magloire à Pont-l'Evêque, calvados Christian Drouin-Domaine Cœur-de-Lion à Coudray-Rabut, distillerie Château du Breuil au Breuil-en-Auge, chais du calvados Comte Louis de Lauriston à Domfront, chemin de fer touristique à la découverte de la vallée de l'Eure, train touristique du Cotentin, P'tit train cauchois.

## Clientèle

### La clientèle Française
La Normandie accueille en grande partie une clientèle française. Avec plus de 11 millions de nuitées réalisées par des Français.

### La clientèle étrangère
Les touristes Britanniques sont les plus présents en Normandie avec 441 000 nuitées dans les hôtels en 2018.
Ce sont ensuite les Belges qui visitent le plus la région. Suivis par les Américains qui viennent notamment commémorer les soldats morts lors de l'opération Overlord.